# Сет Мак-Фарлейн
Сет Мак-Фарлейн (англ. Seth MacFarlane; нар. 26 жовтня 1973) — американський актор, актор дубляжу, аніматор, сценарист, комедіант, співак, продюсер і режисер. Він є творцем мультсеріалу «Сім'янин» (1999-дотепер) і співтворцем мультиплікацій «Американський тато!» (2005-дот.) та «Шоу Клівленда» (2009—2013). Також він відомий за ролями в телесеріалі «Зоряний шлях: Ентерпрайз» (2001) та фільмах «Хеллбой 2: Золота армія» (2008) і «Третій зайвий» (2012). Сет Мак-Фарлейн закінчив Школу Дизайну у Род-Айленд, в якій навчався анімації.

## Фільмографія
| Рік       |    | Українська назва                              | Оригінальна назва                             | Роль                                                             |
| --------- | -- | --------------------------------------------- | --------------------------------------------- | ---------------------------------------------------------------- |
| 1997      | ф  | The Life of Larry and Larry & Steve           | The Life of Larry and Larry & Steve           |                                                                  |
| 1999—2019 | мс | Сім'янин                                      | Family Guy                                    |                                                                  |
| 2005      | ф  | Stewie Griffin: The Untold Story              | Stewie Griffin: The Untold Story              |                                                                  |
| 2008      | ф  | Хеллбой 2: Золота армія                       | Hellboy II: The Golden Army                   |                                                                  |
| 2009—2013 | с  | Шоу Клівленда                                 | The Cleveland Show                            |                                                                  |
| 2010      | ф  | Зубна фея                                     | Tooth Fairy                                   |                                                                  |
| 2010      | ф  | The Drawn Together Movie: The Movie!          | The Drawn Together Movie: The Movie!          |                                                                  |
| 2010      | ф  | Laugh It Up, Fuzzball: The Family Guy Trilogy | Laugh It Up, Fuzzball: The Family Guy Trilogy |                                                                  |
| 2012      | ф  | Третій зайвий                                 | Ted                                           | Тед (голос)                                                      |
| 2013      | ф  | Фільм 43                                      | Movie 43                                      |                                                                  |
| 2014      | ф  | Мільйон способів втратити голову              | A Million Ways to Die in the West             | Альберт Старк; режисер, продюсер,сценарист                       |
| 2015      | ф  | Третій зайвий 2                               | Ted 2                                         | Тед (голос)                                                      |
| 2016      | ф  | Співай                                        | Sing                                          | Майк                                                             |
| 2017      | ф  | Удача Лохана                                  | Logan Lucky                                   | Макс Чилбейн                                                     |
| 2005—2019 | мс | Американський тато!                           | American Dad!                                 | Стен Сміт, прибулець Роджер та інші; режисер, продюсер,сценарист |
| 2017—2019 | с  | Орвілл                                        | The Orville                                   | капітан Ед Мерсер; режисер, продюсер,сценарист                   |
| 2021      | ф  | Співай 2                                      | Sing 2                                        | Майк                                                             |